# Justin Bruening
Justin Bruening (St. Helena, Nebraska, 24 de septiembre de 1979) es un actor y modelo estadounidense.

## Biografía
Nació en Chadron, pero fue criado en un pueblo llamado St. Helena, ubicado también en Nebraska, cuya población apenas superaba los 90 habitantes. Cuando Justin se graduó en secundaria, su clase sólo tenía 9 compañeros.
Después de graduarse, se marchó a San Diego a vivir una nueva vida. Allí fue donde fue descubierto por un agente de publicidad de Scott Copeland International. Así fue como obtuvo su primer trabajo importante, como modelo para la compañía Abercrombie & Fitch.
Después de rodar varios anuncios para esa empresa, fue recomendado por parte de su agente para estudiar interpretación. Gracias a ello, Justin logró un papel fijo en la serie de televisión All My Children en el 2003, con el que obtuvo una gran popularidad. Tras finalizar esa serie, apareció en series como Caso Abierto y CSI: Miami (ambos en 2007), siempre como personaje episódico.
En 2008 llega la segunda oportunidad de su vida al conseguir el papel de protagonista en Knight Rider (2008), la secuela de la serie de mismo nombre de los años 80. Justin interpretó a Mike Traceur (posteriormente se cambia el nombre a Michael Knight), hijo de Michael Knight, protagonista de la serie de los 80 que interpretó David Hasselhoff. La serie duró sólo una temporada de 17 capítulos y fue cancelada.
En 2011 aparece como personaje recurrente en la serie de televisión Ringer, protagonizada por Sarah Michelle Gellar.
En 2012 se incorpora al elenco de grey's anatomy, interpretando al paramédico Matthew.

## Vida personal
- Está casado con la actriz Alexa Havins desde 2005, a quien conoció durante el rodaje de All My Children. Le pidió el matrimonio durante el rodaje de unos de los episodios.
- Justin es coleccionista de zapatillas deportivas Converse y es seguidor de series como Dexter, Heroes o Las Vegas.

## Trabajos
| Año       | Título                 | Personaje                          | Notas                                                                                   |
| --------- | ---------------------- | ---------------------------------- | --------------------------------------------------------------------------------------- |
| 2003–2007 | All My Children        | Jamie Martin                       | Telenovela; papel principal                                                             |
| 2004      | Hope & Faith           | Jake                               | TV series; personaje invitado; Episodios: "Hold the Phone" & "Do I Look Frat In This?"  |
| 2006      | Fat Girls              | Bobby                              | Theatrical film; small part                                                             |
| 2006      | 3 lbs                  | Unnamed personal trainer           | TV series; personaje invitado                                                           |
| 2007      | Cold Case              | Spencer Mason                      | TV series; personaje invitado; episode: "Thick as Thieves"                              |
| 2007      | CSI: Miami             | Craig Abbott                       | TV series; personaje invitado; episodio: "My Nanny"                                     |
| 2008–2009 | Knight Rider           | Mike Traceur                       | TV series; papel principal                                                              |
| 2010      | Class                  | Whitt Sheffield                    | TV movie; co-star                                                                       |
| 2011      | Wonder Woman           | Steve Trevor                       | TV series; regular series - Cancelado                                                   |
| 2011      | Castle                 | Rod Tredwyck                       | TV series; personaje invitado                                                           |
| 2011      | State of Georgia       | Brad                               | TV series; personaje invitado; Episodio: "Flavor of the Week" (Temporada 1, Episodio 2) |
| 2011      | Ringer                 | Tyler                              | TV series; personaje recurrente                                                         |
| 2012-2013 | Switched at Birth      | Chef Jeff Raycraft                 | serie de TV ABC Family, papel recurrente                                                |
| 2012      | Anatomía de Grey       | Matthew Taylor                     | personaje secundario                                                                    |
| 2013-2014 | Ravenswood             | Benjamin Price                     | serie de TV ABC Family, papel secundario                                                |
| 2013-2013 | The Thanksgiving House | Papel principal junto a Emily Rose |                                                                                         |
| 2015      | The Messengers         | Leo Travers                        | serie de TV, personaje recurrente                                                       |
| 2018      | He's Out There         | Shawn                              |                                                                                         |
| 2020      | Dulces magnolias       | Cal Maddox                         |                                                                                         |

## Premios y nominaciones
|}
| Premios ganados | Premios ganados                                                       | Premios ganados | Premios ganados |
| Año             | Premio                                                                |                 |                 |
| --------------- | --------------------------------------------------------------------- | --------------- | --------------- |
| 2005            | Soap Opera Digest Award Outstanding Male Newcomer for All My Children |                 |                 |
| Pre-Nominación  |                                                                       |                 |                 |
| Año             | Premio                                                                |                 |                 |
| 2005            | Daytime Emmy Outstanding Younger Actor for All My Children            |                 |                 |

| 2009 | Televisa Mx. Outstanding Male Newcomer for Knight Rider |